# イリヤナ・マルツォク
イリヤナ・マルツォク（Iljana Marzok 1986年7月30日- ）は、ドイツのベルリン出身の柔道家。階級は70kg級。姉のカタリナ・マルツォクはIJFの国際A級審判員。

## 経歴
柔道一家の下に生まれる。2010年のワールドカップ・ワルシャワ70㎏級で優勝するも、世界団体では決勝でオランダに敗れて2位だった。2011年のヨーロッパ選手権団体戦で2位、世界団体では3位だった。2012年のロンドンオリンピックには出場できなかった。2013年のグランプリ・マイアミでIJFワールド柔道ツアー初優勝を飾った。2014年にはグランプリ・ブダペストとグランプリ・青島で優勝すると、ヨーロッパ選手権団体戦で2位、世界団体では3位になった。しかし、2016年のリオデジャネイロオリンピックにはより活躍していたラウラ・ヴァルガス＝コッホがいたために代表になれなかった。

## 主な戦績
- 2005年 - ベルギージュニア国際　優勝(63㎏級)
- 2010年 - ワールドカップ・ワルシャワ　優勝
- 2010年 - グランプリ・チュニス　3位
- 2010年 - 世界団体　2位
- 2011年 - グランプリ・デュッセルドルフ　2位
- 2011年 - ヨーロッパ選手権　団体戦　2位
- 2013年 - ヨーロッパ選手権　団体戦　3位
- 2013年 - グランプリ・マイアミ　優勝
- 2013年 - グランプリ・リエカ　3位
- 2013年 - グランドスラム・東京　5位
- 2014年 - ヨーロッパ選手権　団体戦　2位
- 2014年 - グランプリ・ブダペスト　優勝
- 2014年 - 世界団体　3位
- 2014年 - グランプリ・青島　優勝
- 2015年 - グランプリ・ウランバートル　3位
- 2015年 - グランプリ・青島　2位
- 2016年 - ヨーロッパ選手権　団体戦　3位

(出典)。